# Бергстрём, Кристер
Кристер Бергстрём (3 апреля 1958 года , Карлскоге) — шведский писатель и издатель. Основная сфера интересов — история Второй мировой войне. По основной профессии учитель средней школы. В 2014 году вышел в отставку, чтобы посвятить себя писательской карьере.

## Творчество
Большинство книг Бергстрёма были изданы на английском и других языках в его собственной издательской компании Vaktel (образована в 2013 году). Кроме того, статьи Бергстрёма были опубликованы в нескольких отраслевых журналах, таких как Levande Historia (швед.) («Живая история»), BBC History Magazine и BBC World Histories Magazine и других изданиях по истории.

## Политическая ориентация
Бергстрём является членом Социалистической партии справедливости и выступает за организованное сопротивление неонацизму. Выступает также за необходимость создания новой партии рабочих перед парламентскими выборами в 2022 году.

## Семья
Состоит в браке с Марией Родригес Бергстрём; родилась в Боливии с 29 мая 1987 года . У пары есть один ребенок

## Избранные публикации
- 1983: Luftstrid över Kanalen
- 1991: Mot avgrunden: spelet som ledde till andra världskriget
- 1997: Luftwaffe Fighter Aircraft in Profile
- 1999: Deutsche Jagdflugzeuge
- 2000: Black Cross/Red Star: the Air War over the Eastern Front, vol. 1
- 2001: Black Cross/Red Star: the Air War over the Eastern Front, vol. 2
- 2002: More Luftwaffe Fighter Aircraft in Profile
- 2003: Graf & Grislawski: a Pair of Aces
- 2003: Jagdwaffe: Barbarossa — the Invasion of Russia
- 2003: Jagdwaffe: The War in Russia January-October 1942
- 2004: Jagdwaffe: The War in Russia November 1942-December 1943
- 2005: Jagdwaffe: War in the East 1944—1945
- 2006: Black Cross/Red Star: the Air War over the Eastern Front, vol. 3
- 2007: Barbarossa: The Air Battle, 2007 — Stalingrad: The Air Battle
- 2008: Kursk: The Air Battle
- 2008: Hans-Ekkehard Bob
- 2008: Max-Hellmuth Ostermann
- 2008: Bagration to Berlin
- 2009: Andra världskriget så alla förstår — nya rön om andra världskriget
- 2010: Hitlers underhuggare
- 2013: Ardennerna 1944—1945: Hitlers vinteroffensiv
- 2014: Slaget om England
- 2015: Berömda flygaress
- 2016: Operation Barbarossa
- 2017: Arnhem 1944 : Slaget om Holland del 1
- 2018: Arnhem 1944 : Slaget om Holland del 2